# Фет-Фрумос

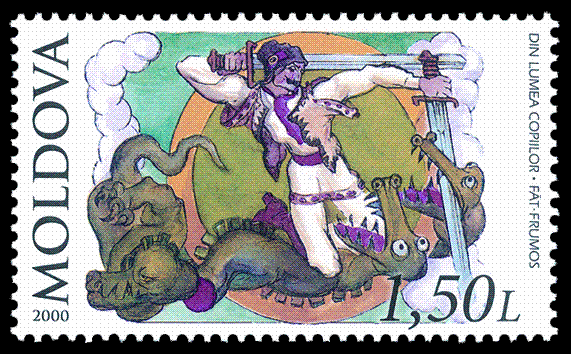
Фет-Фрумос на молдовській поштовій марці вартістю 1,5 леї

Фет-Фрумо́с (рум. Făt-Frumos — витязь, лицар, звитяжець, хлопець-молодець, легінь. Походить від făt — юнак і frumos — красивий, прекрасний). Це персонаж румунського і молдовського фольклору. Він наділений всіма притаманними герою чеснотами: сміливістю, справедливістю, фізичною та духовною силою, розумом, непохитною вірою в любов. Фет-Фрумос, якого інколи ще називають Базилік, Филимон або Алістар Фет-Фрумос, також має низку магічних здібностей. 

Ой орлику-соколе,

Літаєш високо ти,

Принеси мені водиці,

Дай мені напиться.

Ще й скропи водою,

Щоб я став до бою.

Заготую тобі м’яса, 

На тиждень запасу.
(Казка «Фет-Фрумос - Овечий син»)

Він завжди дотримується даного слова, приходить на допомогу знедоленим і бореться з темними силами. В багатьох казках Фет-Фрумос рятує Іляну Косинзяну.
Фет-Фрумос  долає перешкоди, його чекають випробування, які не під силу звичайній людині. Проте він завжди гідно долає всі труднощі та поневіряння. Він хоробрий і сміливо стає на герць з чудовиськами — змієм, балауром, мандрує людським та потойбічним світом (рум. tarâmul celălalt) зі своїм Диво-Конем (рум. Calul Năzdrăvan, Гайтаном), який допомагає Фет-Фрумосу мудрими порадами.

Хвороба – не кінь,

Собаки б тебе з’їли,

Буря шерсть розмела,

Кість земля прийняла!

Як я тебе купував,

Весь ярмарок вихваляв,

Що не боїшся ти нікого,

Тільки Фет-Фрумоса одного.

Зачувши свист нагайки та тяжкі прокльони, Фет-Фрумос підвівся і гукнув:

Хто сичить там, наче змій?

Ось я сам, ось коник мій.
(Казка «Фет-Фрумос і сонце»)

Фет-Фрумос із фольклору перейшов в румунську літературу. Цей персонаж можна зустріти в оповіданнях і віршах відомих письменників, таких як Міхай Емінеску (Făt-Frumos din Lacrimă «Фет-Фрумос народжений із сльози»), Тудор Аргезі, Никита Стенеску. В сучасній народній творчості  Фет-Фрумос є дійовою особою в анекдотах та різних небилицях.
Казки про Фет-Фрумоса українською мовою друкувало видавництво «Веселка» у збірці Молдавські народні казки із серії «Казки народів СРСР».
В 1977 році на кіностудії «Молдова-фільм» була створена картина «Оповідання про хороброго витязя Фет-Фрумоса».